# Lluís Tramoyeres i Blasco
Lluís Tramoyeres i Blasco (València, 1 de setembre de 1854 - València, 30 d'octubre de 1920) va ser un historiador de l'art valencià.

## Biografia
Va estudiar Filosofia i Lletres a la Universitat de València. Des de molt jove va dedicarse al periodisme, col·laborant amb El Mercantil Valenciano, com a corresponsal de guerra en la campanya del Nord de la Guerra Carlina i després a Las Provincias en la secció cultural.
Posteriorment va iniciar la seua tasca d'investigació, amb la publicació d'articles a la revista El Archivo, que havia estat fundada per Roc Chabàs.
Va guanyar la plaça d'oficial de l'Arxiu Municipal de València l'any 1890, cosa que li va permetre l'accés a fons històrics per a la seua tasca d'investigació. Va ser membre de Lo Rat Penat i es va adherir al moviment de la Renaixença valenciana. Va ser nomenat catedràtic de l'Escola de Belles Arts de Sant Carles, entitat des de la qual va fer una important tasca d'impuls a la constitució del Museu de Belles Arts, ordenant les col·leccions amb rigor històric i obrint els salons dedicats l'art modern en les dependències de l'antic Convent del Carme. També aconseguí que l'Estat es fera càrrec del pressupost del centre.
L'any 1915 va fundar la revista Archivo de Arte Valenciano al si de l'Acadèmia, que va dirigir fins a la seua mort.
Va ser secretari de l'Acadèmia de Belles Arts de Sant Carles, membre de la Reial Acadèmia de la Història i membre de la Real Academia de Bellas Artes de San Fernando de Madrid.

## Obres destacades
- 1879 Estudi sobre la profitosa influència que la restauració de la llengua llemosina puga tindre en el progrés provincial, sens prejuí del nacional, premiada per Lo Rat Penat
- 1880 Los periódicos de Valencia: apuntes para formar una biblioteca de todos los publicados desde 1529 hasta nuestros días, Revista de Valencia
- 1883 Las cofradías de oficios de Valencia
- 1889 Instituciones gremiales, su origen y organización en Valencia, editada per l'Ajuntament de València
- 1891 Pinturas murales del Salón de las Cortes de Valencia
- 1898 La cerámica valenciana
- 1900 La pintura alemana en Valencia
- 1903 El escultor valenciano Damià Forment
- 1906 Hierros artísticos valencianos
- 1907 El pintor Luis Dalmau
- 1908 Aldabones valencianos
- 1908 Los cuatrocentistas valencianos
- 1908 El Renacimiento italiano en Valencia
- 1909 Una obra de talla del siglo XV. El artesonado de la Sala Daurada
- 1910 La Biblia Valenciana de Bonifacio Ferrer
- 1911 El tratado de la agricultura de Paladio
- 1912 El pintor valenciano Jerónimo Jacinto Espinosa
- 1912 Los maestros naturalistas en la pintura valenciana. Francisco de Ribalta
- 1912 El arte funerario en el estilo ojival y del Renaciomiento según los modelos conservados en el Museo
- 1913 La Virgen de la Leche en el arte
- 1914 El Museo de Bellas Artes de Valencia, su pasado y su presente
- 1914 Museo de Bellas Artes de Valencia. Las nuevas salas de López y Muñoz Degrain. Memoria descriptiva